# Знаки поштової оплати України 2012
Знаки поштової оплати України 2012 — перелік поштових марок, введених в обіг Укрпоштою у 2012 році.
З 14 січня по 29 грудня 2012 року було випущено 98 поштових марок, у тому числі 83 комеморативні (пам'ятні) поштові марки та 15 стандартних поштових марок незалежної України восьмого випуску (2012—2016). Номінал знаків поштової оплати, що було випущено в 2012 році від 0,05 до 62,55 гривень та з літерним індексом «Ж», «L», «V» замість номіналу. Тематика комеморативних марок охопила ювілеї визначних дат, подій, пам'яті видатних діячів культури та інши.
Марки було надруковано державним підприємством «Поліграфічний комбінат „Україна“» (Київ).
Відсортовані за датою введення.

## Список комеморативних марок
| № у каталозі                                     | Зображення | Опис та джерело | Номінал                    | Дата введення в обіг   | Тираж   | Дизайн              |
| ------------------------------------------------ | ---------- | --- | -------------------------- | ---------------------- | ------- | ------------------- |
| № 1183                                           |            | Власна марка: Україна — футбольна країна: м. Київ. НСК «Олімпійський» | V                          | 20 лютого 2012 року    | 99 988  | Єлизавета Якимова   |
| № 1184                                           |            | Власна марка: Україна — футбольна країна: м. Харків. ОСК «Металіст» | V                          | 20 лютого 2012 року    | 99 988  | Єлизавета Якимова   |
| № 1185                                           |            | Власна марка: Україна — футбольна країна: м. Донецьк. «Донбас Арена» | V                          | 20 лютого 2012 року    | 99 988  | Єлизавета Якимова   |
| № 1186                                           |            | Власна марка: Україна — футбольна країна: м. Львів. «Арена Львів» | V                          | 20 лютого 2012 року    | 99 988  | Єлизавета Якимова   |
| № 1187                                           |            | Тарас Шевченко. Укріплення Раїм. 1848 | 2,00 гривні                | 9 березня 2012 року    | 210 000 | Володимир Таран     |
| № 1188                                           |            | Тарас Шевченко. Місячна ніч на Кос-Аралі. 1849 | 2,50 гривні                | 9 березня 2012 року    | 210 000 | Володимир Таран     |
| № 1189 № 1190                                    |            | Блок «20 років із часу затвердження Державного Прапора України, Державного Герба України і Державного Гімну України» | 2,00 3,00 гривні           | 23 березня 2012 року   | 140 000 | автор               |
| № 1191                                           |            | 350 років. Івано-Франківськ. Станіславів | 2,00 гривні                | 7 травня 2012 року     | 170 000 | Микола Кочубей      |
| № 1192                                           |            | Блок «УЄФА ЄВРО 2012тм. Україна-Польща» | 62,55 гривні               | 11 травня 2012 року    | 30 000  | автор               |
| № 1193                                           |            | Михайло Стельмах. 1912—1983 | 2,00 гривні                | 24 травня 2012 року    | 150 000 | Володимир Таран     |
| № 1194 № 1195 № 1196 № 1197                      |            | Зчіпка «Міста-господарі УЄФА ЄВРО 2012тм» - Львів - Київ - Харків - Донецьк | 4,80 гривні                | 28 травня 2012 року    | 200 000 | Єлизавета Якимова   |
| № 1198 № 1199 № 1200 № 1201                      |            | Зчіпка з чотирьох марок «Футбольні арени УЄФА ЄВРО 2012тм» - «Арена Львів» - НСК «Олімпійський» - ОСК «Металіст» - «Донбас Арена» | 4,80 гривні                | 28 травня 2012 року    | 200 000 | Єлизавета Якимова   |
| № 1202                                           |            | UEFA EURO 2012тм": Славко і Славек | 4,80 гривні                | 1 червня 2012 року     | 200 000 | автор               |
| № 1205                                           |            | UEFA EURO 2012тм: футбольні арени | 12,00 гривні               | 8 червня 2012 року     | 200 000 | автор               |
| № 1206                                           |            | «UEFA EURO 2012тм»: логотип | 27,60 гривні               | 8 червня 2012 року     | 300 000 | автор               |
| № 1207 № 1208                                    |            | Фінальна частина чемпіонату Європи з футболу 2012 р. | 27,60 гривні               | 11 червня 2012 року    | 200 000 | автор               |
| № 1203 № 1204                                    |            | Зчіпка з двох марок «ЄВРОПА» 125 років від часу встановлення геодезичного знаку «Центр Європи» | 4,00 5,60 гривні           | 13 червня 2012 року    | 150 000 | Наталія Андрійченко |
| № 1209 № 1210 № 1211                             |            | Блок «Україна вітає EURO 2012тм» | 13,80 гривні               | 25 червня 2012 року    | 30 000  | Юліка Правдохіна    |
| № 1212                                           |            | Вагонобудування в Україні: Вагон дерев'яний | 2,00 гривні                | 27 липня 2012 року     | 170 000 | Валерій Руденко     |
| № 1213                                           |            | Вагонобудування в Україні: Вагон пасажирський | 2,00 гривні                | 27 липня 2012 року     | 170 000 | Валерій Руденко     |
| № 1214                                           |            | Вагонобудування в Україні: Вагон пасажирський | 2,00 гривні                | 27 липня 2012 року     | 170 000 | Валерій Руденко     |
| № 1217 № 1218 № 1219 № 1220                      |            | Зчіпка з чотирьох марок «Спорт» | 5,30 2,50 2,00 гривні      | 27 липня 2012 року     | 140 000 | Володимир Таран     |
| № 1221                                           |            | XIII Національна філателістична виставка «Укрфілексп-2012». Одеса | 2,00 гривні                | 10 серпня 2012 року    | 120 000 | Володимир Таран     |
| № 1222 № 1223 № 1224 № 1225                      |            | Поштові марки УРСР - «20 карб.+20 карб. Допомога голодуючим» - «150 карб.+50 карб.» - «10 карб.+10 карб. Допомога голодуючим» - «90 карб.+30 карб. Допомога голодуючим»                                                                                   | 4,80 2,00 2,50 4,30 гривні | 13 серпня 2012 року    | 132 000 | Світлана Бондар     |
| № 1226                                           |            | Павло Попович. 1930—2009 | 2,00 гривні                | 15 серпня 2012 року    | 120 000 | Василь Василенко    |
| № 1227 № 1228 № 1229 № 1230 № 1231               |            | Блок «Українське подвір'я» - Півень - Кріль - Кінь - Коза - Гуси | 2,50 2,00 гривні           | 18 серпня 2012 року    | 132 000 | Кость Лавро         |
| № П-15                                           |            | Власна марка: «Державна символіка» | V                          | 23 серпня 2012 року    | 99 990  | Єлизавета Якимова   |
| № 1232 № 1233 № 1234 № 1235                      |            | Блок «Щедра Україна. Літо» - Чорнобривець розлогий (Tagetes patula) - Рожа рожева (Alcea rosea) - Суниця лісова (Fragaria vesca) - Вишня звичайна (Cerasus vulgaris)                                                                                      | 2,00 3,50 3,30 гривні      | 1 вересня 2012 року    | 84 000  | Наталія Кохаль      |
| № 1236 № 1237                                    |            | Серія «Казковий світ». «Залізноноса Босорканя» | 2,50 2,00 гривні           | 1 вересня 2012 року    | 140 000 | Владислав Єрко      |
| № 1238                                           |            | Хмарочос Гінзбурга. 100 років | 2,00 гривні                | 14 вересня 2012 року   | 150 000 | Тетяна Нестерова    |
| № 1239                                           |            | Судак. 1800 років | 2,00 гривні                | 20 вересня 2012 року   | 150 000 | Микола Кочубей      |
| № 1240                                           |            | Блок 80 років Донецькій області | 2,00 гривні                | 25 вересня 2012 року   | 80 000  | автор               |
| № 1241 № 1242 № 1243 № 1244                      |            | Блок «Нікітський ботанічний сад — Національний науковий центр. 200 років» - «Альтанка» - «Адміністративний будинок» - «Партер» - «Ехіноцереус (Echinocereus Eng)»                                                                                         | 2,00 2,50 5,30 гривні      | 4 жовтня 2012 року     | 91 000  | Микола Кочубей      |
| № 1245                                           |            | Моя люба Україна | 2,00 гривні                | 9 жовтня 2012 року     | 150 000 | Олена Панасюк       |
| № 1246                                           |            | Гетьманська столиця Чигирин. 500 років. | 2,00 гривні                | 14 жовтня 2012 року    | 173 000 | Оксана Шуклінова    |
| № 1247                                           |            | Битва на Синіх Водах. 1362—2012 | 2,00 гривні                | 24 жовтня 2012 року    | 150 000 | Олексій Руденко     |
| № 1248 № 1249 № 1250 № 1251                      |            | Блок «Вітряки України» | 2,00 2,50 3,30 4,80 гривні | 9 листопада 2012 року  | 80 000  | Юрій Логвин         |
| № 1252                                           |            | Андрій Малишко. 1912—1970 | 2,00 гривні                | 14 листопада 2012 року | 150 000 | Володимир Таран     |
| № 1253 № 1254 № 1255 № 1256 № 1257 № 1258 № 1259 |            | Малий аркуш «Сім чудес України: замки, фортеці, палаци» з семи марок - «Аккерманська фортеця», - «Воронцовський палац», - «Митрополичий палац», - «Хотинська фортеця», - «Луцький Верхній замок», - «Кам'янець-Подільська фортеця», - «Палац у Качанівці» | 2,50 гривні                | 29 листопада 2012 року | 80 000  | Марія Гейко         |
| № 1260 № 1261                                    |            | Марки надруковані зчіпкою з 2-х марок «З Новим роком та Різдвом Христовим!» | 2,00 гривні                | 8 грудня 2012 року     | 203 000 | Олена Левська       |
| № 1262 № 1263 № 1264 № 1265 № 1266               |            | Блок «Земноводні України» - Жовточерева джерелянка (Bombina variegata) - Сіра ропуха (Bufo bufo) - Зелена ропуха (Bufo viridis) - Трав'яна жаба (Rana temporaria) - Звичайна землянка (Pelobates fuscus)                                                  | 2,00 4,30 5,40 гривні      | 17 грудня 2012 року    | 80 000  | Наталія Кохаль      |
| № 1267                                           |            | Національний одяг | 2,00 гривні                | 28 грудня 2012 року    | 147 000 | Юліка Правдохіна    |
| № 1268 № 1269                                    |            | Фільм «Людина з кіноапаратом» зчіпка з двох марок: - Об'єктив; - Кінокамера | 2,00 гривні                | 29 грудня 2012 року    | 109 000 | автор               |

## Восьмий випуск стандартних марок
| № у каталозі | Зображення | Опис та джерело       | Номінал       | Дата введення в обіг | Тираж   | Дизайн          |
| ------------ | ---------- | --------------------- | ------------- | -------------------- | ------- | --------------- |
| № 1170       |            | Робінія (Акація біла) | 0,20 гривні   | 14 січня 2012 року   | масовий | Володимир Таран |
| № 1171       |            | Горіх волоський       | 0,40 гривні   | 14 січня 2012 року   | масовий | Володимир Таран |
| № 1172       |            | Береза повисла        | 0,70 гривні   | 14 січня 2012 року   | масовий | Володимир Таран |
| № 1173       |            | Клен гостролистий     | 2,50 гривні   | 14 січня 2012 року   | масовий | Володимир Таран |
| № 1174       |            | Липа серцелиста       | 3,00 гривні   | 24 січня 2012 року   | масовий | Володимир Таран |
| № 1175       |            | Бук лісовий           | 4,80 гривні   | 24 січня 2012 року   | масовий | Володимир Таран |
| № 1176       |            | Вільха сіра           | 5,00 гривень  | 24 січня 2012 року   | масовий | Володимир Таран |
| № 1177       |            | В'яз гладенький       | 8,00 гривень  | 24 січня 2012 року   | масовий | Володимир Таран |
| № 1178       |            | Осика                 | 10,00 гривень | 24 січня 2012 року   | масовий | Володимир Таран |
| № 1179       |            | Горобина звичайна     | 0,05 гривні   | 3 лютого 2012 року   | масовий | Володимир Таран |
| № 1180       |            | Ясен звичайний        | 0,30 гривні   | 3 лютого 2012 року   | масовий | Володимир Таран |
| № 1181       |            | Гіркокаштан звичайний | 0,50 гривні   | 3 лютого 2012 року   | масовий | Володимир Таран |
| № 1182       |            | Дуб звичайний         | 2,00 гривні   | 3 лютого 2012 року   | масовий | Володимир Таран |
| № 1215       |            | Верба біла            | Ж             | 25 липня 2012 року   | масовий | Володимир Таран |
| № 1216       |            | Явір                  | L             | 25 липня 2012 року   | масовий | Володимир Таран |